# Nancy Drolet

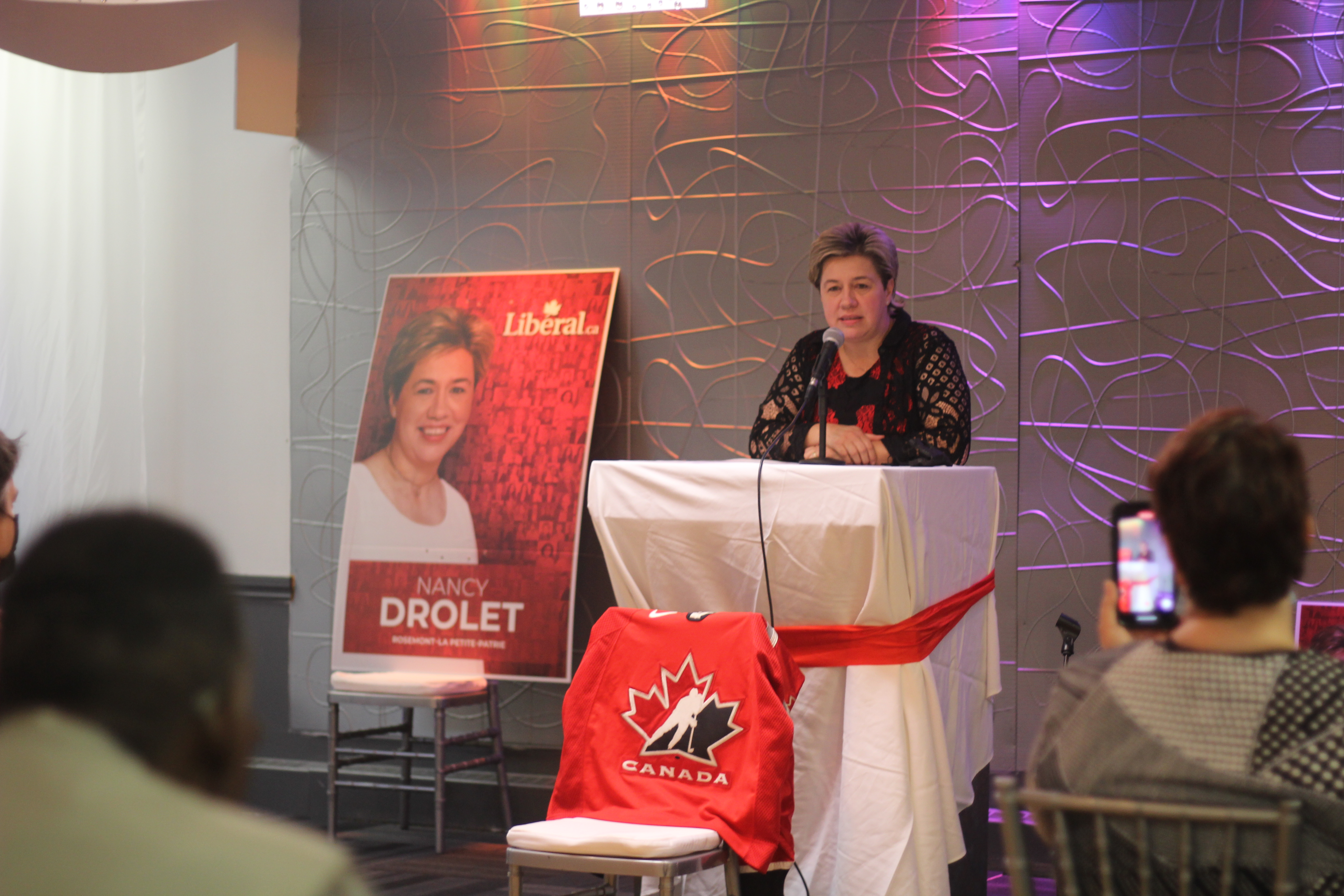
Nancy Drolet

Nancy Drolet, född den 2 augusti 1973 i Drummondville i Kanada, är en kanadensisk ishockeyspelare.
Hon tog OS-silver i damernas ishockeyturnering i samband med de olympiska ishockeytävlingarna 1998 i Nagano.